# Biechowo (województwo wielkopolskie)
Biechowo – wieś w Polsce położona w województwie wielkopolskim, w powiecie wrzesińskim, w gminie Miłosław.
Od początku XIII wieku wieś była kasztelanią. Honorowy tytuł kasztelana biechowskiego istniał do upadku I Rzeczypospolitej.
W latach 1975–1998 miejscowość administracyjnie należała do województwa poznańskiego.
Zabytkiem we wsi jest późnobarokowy Kościół Narodzenia Najświętszej Marii Panny (sanktuarium maryjne).
W 1869 urodził się w Biechowie Kazimierz Wojciechowski - drukarz, wydawca, redaktor, działacz narodowy.
W 1898 urodził się w Biechowie Michał Kubacki - salezjanin, Sprawiedliwy wśród Narodów Świata.